# Charles Stuart Forbes
Charles Stuart Forbes fue un oficial de la Royal Navy que combatió en la Guerra de Crimea y tuvo un destacado papel en la llamada Cuestión Christie, grave conflicto que llevó a la ruptura de relaciones diplomáticas entre el Imperio de Brasil y Gran Bretaña.

## Biografía
Charles Stuart Forbes fue promovido al rango de teniente el 13 de marzo de 1848 y el 16 de marzo de 1855 recibió su primer mando, el de la cañonera a vapor HMS Redwing, con la que sirvió en apoyo del navío HMS Nile en el teatro de operaciones del Mar Báltico.
El 26 de febrero de 1858 fue ascendido a comandante. 
Los siguientes dos años viajó por Europa y escribió tres libros: Iceland, its volcanoes, geysers and glaciers, The campaign of Garibaldi in the Two Sicilies y A standing navy: its necessity and organization.
El 9 de agosto de 1861 fue puesto al mando del sloop HMS Curlew, afectado a la estación naval del Atlántico Sur. Una de sus últimas acciones consistieron en el bloqueo del puerto de Río de Janeiro donde junto a la fragata HMS Forte, buque insignia al mando del capitán Thomas Saumarez, la balandra HMS Stromboli (comandante Arthur Robert Henry), la corbeta HMS Satellite (comandante John Ormsby Johnson) y la cañonera HMS Doterel, capturó cinco barcos que estaban anclados allí, en el punto más álgido de la llamada Cuestión Christie.
En 1862 pasó a servir como capitán del Keangsoo, buque insignia del escuadrón naval al mando de Sherard Osborn formado por el gobierno Chino para combatir a los piratas y a la Rebelión Taiping.